# Lespesia lanei
Lespesia lanei là một loài ruồi trong họ Tachinidae.